# El mago de Oz (serie de televisión)
El mago de Oz es una serie de televisión animada estadounidense producida por DIC Enterprises y emitida por la cadena ABC entre el 8 de septiembre y el 1 de diciembre de 1990. La serie es una secuela directa de la película de 1939 El mago de Oz y adapta de manera libre las novelas de L. Frank Baum.
En esta ficción de dibujos animados de 13 episodios, Dorothy usa los zapatos de rubíes para volver a la tierra de Oz. Estando en este mágico país, la niña es informada de que los monos alados han resucitado a la Malvada Bruja del Oeste y que esta ha conquistado la Ciudad Esmeralda aprovechando la marcha del mago, atrapado en su globo mediante un hechizo.

## Personajes y voces
- Dorothy Gale: Liz Georges
- Espantapájaros: David Lodge
- Hombre de Hojalata: Hal Rayle
- León Cobarde: Charlie Adler
- Bruja Mala del Oeste: Tress MacNeille
- Glinda: B.J. Ward
- Tía Em: Linda Gary
- Tío Henry: Kenneth Mars

## Producción
La serie fue una coproducción entre DIC Enterprises y la cadena estadounidense ABC. Aunque está basada principalmente en la película de 1939, también toma elementos de los libros de L. Frank Baum, lo que la convierte en una mezcla libre entre ambas fuentes. La animación presenta un estilo colorido y dirigido a un público infantil.

## Episodios
La serie consta de 13 episodios, emitidos entre septiembre y diciembre de 1990. Cada episodio sigue a Dorothy y sus amigos enfrentándose a los planes de la Bruja Mala del Oeste mientras recorren Oz.

## Recepción
The Wizard of Oz recibió críticas mixtas. Algunos elogiaron su fidelidad a la estética de la película clásica, mientras que otros consideraron que la trama era demasiado simplista. A pesar de ello, la serie es recordada por su intento de expandir la historia de Oz en el contexto televisivo infantil.

## Lanzamiento en vídeo
La serie fue editada en VHS de manera íntegra en Estados Unidos, Reino Unido y España en varias compilaciones.